# 米歇爾·克拉托赫維爾
米歇爾·法蘭克·克拉托赫維爾（Michel Frank Kratochvil ，1979年4月7日—）是一位瑞士職業網球運動員，1997年轉職業，2008年宣布退役。

## 外部連結
- 官方网站
- 米歇爾·克拉托赫維爾（英文/西班牙文）的官方資料
- 米歇爾·克拉托赫維爾的國際網球總會 職業／青少年 官方資料（英文）
- 米歇爾·克拉托赫維爾的官方資料（英文）